# Quận Wasco, Oregon
Quận Wasco là một quận nằm trong tiểu bang Oregon. Quận được đặt tên của bộ tộc người bản thổ Mỹ địa phương là người Wasco, một bộ lạc Chinook sông bên bờ phía nam của Sông Columbia. Năm 2000, dân số của quận là 23.791.  Quận lỵ là The Dalles.

## Địa lý
Theo Cục điều tra dân số Hoa Kỳ, quận có tổng diện tích là 2.395 dặm vuông (6.204 km²) trong đó đất chiếm 2.381 dặm vuông (6.167 km²) và nước chiếm 14 dặm vuông (37 km²) hay 0,60%.

### Các quận giáp ranh
- Quận Hood River, Oregon - tây
- Quận Clackamas, Oregon - tây
- Quận Marion, Oregon - tây nam
- Quận Jefferson, Oregon - nam
- Quận Wheeler, Oregon - đông nam
- Quận Gilliam, Oregon - đông
- Quận Sherman, Oregon - đông
- Quận Klickitat, Washington - bắc

## Lịch sử

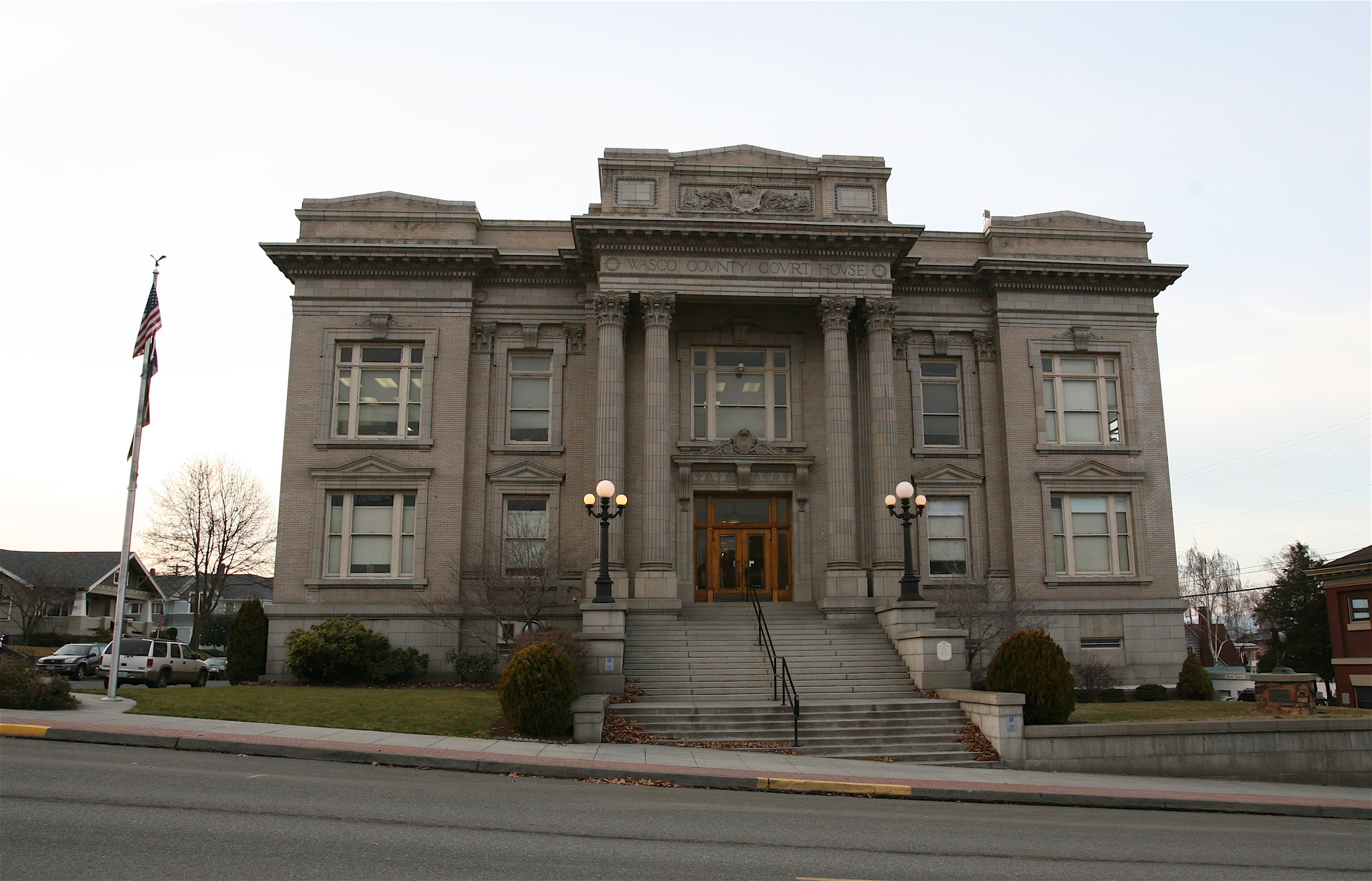
Tòa án Quận Wasco ở The Dalles

Thác Celilo trên Sông Columbia là nơi tụ tập và là trung tâm trao đổi mua bán chính của người bản thổ Mỹ địa phương, bao gồm người bộ lạc Wasco, Paiute, và Warm Springs (Suối nước nóng) trong hàng ngàn năm. Những ghềnh thác này sau đó được những thương buôn da thú Canada gốc Pháp đặt tên là Le Grand Dalles de la Columbia hay là "Đại thác Columbia".
The Dalles ban đầu là một trạm dừng chân của con đường di dân đến Thung lũng Willamette. Việc xây dưng một con đường tiên phong trên Dãy núi Cascade năm 1845, và Đạo luật ban tặng đất khai hoang 1850 đã khuyến khích nhiều gia đình định cư trong khu vực này. Trong nhiều năm, Quận Wasco là một trung tâm giao thông chính cả về giao thông đường thủy và đường bộ.
Lập pháp Lãnh thổ Oregon thành lập Quận Wasco ngày 11 tháng 1 năm 1854 từ các phần đất của các quận Clackamas, Lane, Linn và Marion. Vào lúc được thành lập, nó là quận lớn nhất Hoa Kỳ chiếm 130.000 dặm vuông. Khi Lãnh thổ Washington và các quận của Oregon bị tách ra, Quận Wasco bị co lại diện tích như hiện thời.
The Dalles được chọn là quận lỵ vào lúc thành lập quận và là nơi duy nhất làm quận lỵ của quận.
Lưu thông đường thủy trên Sông Columbia bị ảnh hưởng nhiều vào năm 1935 khi Đập Bonneville được xây dựng trong Quận Multnomah và Đập The Dalles năm 1957 trong Quận Wasco.
Quận Wasco thu hút sự quan tâm theo dõi của quốc tế vào thập niên 1980 khi Bhagwan Shree Rajneesh đến Hoa Kỳ và định cư mấy năm tại một nông trại được đặt tên là "The Big Muddy" nhưng sau đó được biết với cái tên là Rajneeshpuram. Bất đồng ban đầu về vấn đề luật lệ khu vực và luật xây dựng tiếp tục đà gia tăng không chỉ giữa những người theo ông và cư dân của quận nhưng dần dần với cả phần còn lại của tiểu bang. Những người theo ông đã định cư thật đông tại Antelope, Oregon và đã có thể bầu lên đa số các thành viên hội đồng thị trấn. Khi những người theo Rajneesh sau cùng tuyển mộ được nhiều người vô gia cư từ khắp Hoa Kỳ, hành động này được xem là một mưu toan dùng số đông người qua bầu cử để giành quyền kiểm soát quận. Nhưng có lẽ sự kiện xoay chiều ngoạn mục nhất là vụ bộc phát vi khuẩn salmonella trong một quán ăn tại The Dalles được truy tìm nguồn gốc do hành động của những người theo ông.
Trang lịch sử này của quận cuối cùng kết thúc vào năm 1985 khi Rajneesh bị bắt khi ông đang bỏ trốn khỏi Hoa Kỳ ngày 23 tháng 10 năm 1985, một đại bồi thẩm đoàn tại Portland đã bí mật kết tội Rajneesh, Sheela, và sáu người khác vì các tội di dân. Hai ngày sau đó, đại bồi thẩm đoàn Quận Wasco lại truy tố chống Sheela và hai người khác vì tội mưu sát Swami Devaraj, bác sĩ riêng của Bhagwan. Ông đồng ý nhận tội và nhận án treo với điều kiện ông rời Hoa Kỳ.
Nông trại xưa của Rajneesh bây giờ được biết với tên gọi "Wildhorse Canyon". Nó do Young Life Ministries làm chủ và điều hành.  Đây là một tổ chức Cơ Đốc giáo cung cấp dịch vụ cắm trại cho thanh thiếu niên.

## Các cộng đồng

### Các thành phố hợp nhất
- Antelope
- Dufur
- Maupin
- Mosier
- Shaniko
- The Dalles

### Các cộng đồng chưa hợp nhấtvà nhữngnơi ấn định cho thống kê
- Boyd (a ghost town)
- Chenoweth
- Friend (ghost town)
- Pine Grove
- Pine Hollow
- Rail Hollow
- Rice
- Rowena
- Tygh Valley
- Wamic